# Субиако
Субиако (на италиански: Subiaco) e град и община в провинция Рим, регион Лацио, Централна Италия.
Градът има 9391 жители (към 31 декември 2009) и принадлежи към важните исторически селища на Лацио.
Субиако се намира в долината на река Аниене и на 70 км източно от Рим.
От днешния град Субиако започва акведуктът Анио Новус, построен от 38 до 52 г. Император Клавдий построява през 52 г., за да увеличи качеството на водата му, три езера-язовири.
Император Нерон (54–68) си строи голяма вила на едно от тези езера. Другите патрициански фамилии от Рим го последват. Близо до града се построява селище за робите с името Sublaqueum , от което израства днешния град. Двa от трите бента се срутват през 12 век. Третият бент e разрушен през 1305 г. и вълната му разрушава и Неронската вила.
През 500 г. Свети Бенедикт Нурсийски започва да живее в пещера над Нерон-вилата, която напуска след три години по искане на сестра му Света Сколастика. След няколко години той създава в една от вилите манастира Свети Клемент. Скоро след това в долината на Аниене се откриват 12 други манастири, от които днес е запазен само манастирът Света Сколастика. През 529 г. Бенедикт заедно с верните си последователи се мести в Монте Касино, където създава днешния Бенедиктинският орден.
През 1200 г. до Субиако се създава вторият манастир Свети Бенедикт (San Benedetto; Sacro Speco, на лат.: Territorialis Abbatia Sublacensis). В Субиако кардинал-игуменът Giovanni Torquemada основава след 1454 г. първата печатница на Италия.
През 1467 г. Родриго Борджия, по-късният Папа Александър VI е кардиналски игумен в Субиако и живее в тамошния замък.

## Синове и дъщери на Субиако
- Лукреция Борджия (1480-1519), вероятно в замъка на Субиако
- Джина Лолобриджида (* 1927 г.), артистка
- Франческо Грациани (* 1952 г.), италиански футболист.